# Liste des députés fédéraux canadiens - B
Cet article contient la liste des députés actuels et anciens à la Chambre des communes du Canada dont le nom commence par la lettre B.
En plus du prénom et du nom du député, la liste contient :
- le parti que le député représentait lors de son élection ;
- le comté et la province où il fut élu.

## Bab - Bak
- Louis François Georges Baby, conservateur, Joliette, Québec
- André Bachand, libéral, Missisquoi, Québec
- André Bachand, progressiste-conservateur, Richmond—Arthabaska, Québec
- Claude Bachand, Bloc québécois, Saint-Jean, Québec
- Taylor Bachrach, Nouveau Parti démocratique, Skeena—Bulkley Valley, Colombie-Britannique
- Hubert Badanai, libéral, Fort-William, Ontario
- Vance Badawey, libéral, Welland, Ontario
- Larry Bagnell, libéral, Yukon, Yukon
- Roy Bailey, réformiste, Souris—Moose Mountain, Saskatchewan
- James William Bain, conservateur, Soulanges, Québec
- Thomas Bain, libéral, Wentworth-Nord, Ontario
- Navdeep Singh Bains, libéral, Mississauga—Brampton-Sud, Ontario
- Parm Bains, libéral, Steveston—Richmond-Est, Colombie-Britannique
- George Frederick Baird, conservateur, Queen's, Nouveau-Brunswick
- John Baird, conservateur, Ottawa-Ouest—Nepean, Ontario
- Edgar Crow Baker, conservateur, Victoria, Colombie-Britannique
- George Barnard Baker, libéral-conservateur, Missisquoi, Québec
- George Harold Baker, conservateur, Brome, Québec
- George Baker, libéral, Gander—Twillingate, Terre-Neuve-et-Labrador
- Loran Ellis Baker, libéral, Shelburne—Yarmouth—Clare, Nouvelle-Écosse
- Richard Langton Baker, conservateur, Toronto-Nord-Est, Ontario
- Walter Baker, progressiste-conservateur, Grenville—Carleton, Ontario
- Yvan Baker, libéral, Etobicoke-Centre, Ontario
- Eleni Bakopanos, libéral, Saint-Denis, Québec

## Bal - Barn
- Léon Balcer, progressiste-conservateur, Trois-Rivières, Québec
- Samuel Balcom, libéral, Halifax, Nouvelle-Écosse
- Tony Baldinelli, libéral, Niagara Falls, Ontario
- Gerald Baldwin, progressiste-conservateur, Peace River, Alberta
- Willis Keith Baldwin, libéral, Stanstead, Québec
- James Balfour, progressiste-conservateur, Regina-Est, Saskatchewan
- Georges Ball, conservateur, Nicolet, Québec
- Robert James Ball, conservateur, Grey-Sud, Ontario
- Charles Ballantyne, unioniste, Saint-Laurent—Saint-Georges, Québec
- Harold Raymond Ballard, progressiste-conservateur, Calgary-Sud, Alberta
- Leland Payson Bancroft, progressiste, Selkirk, Manitoba
- Andrew Bannatyne, libéral, Provencher, Manitoba
- William Bannerman, conservateur, Renfrew-Sud, Ontario
- Harry James Barber, conservateur, Fraser Valley, Colombie-Britannique
- Charles-Noël Barbès, libéral, Chapleau, Québec
- Vivian Barbot, Bloc québécois, Papineau, Québec
- Jean Louis Baribeau, conservateur, Champlain, Québec
- Frederick Eustace Barker, conservateur, Cité de Saint-Jean, Nouveau-Brunswick
- Samuel Barker, conservateur, Hamilton, Ontario
- John Barlow, conservateur, Foothills, Alberta
- Francis Jones Barnard, conservateur, Yale, Colombie-Britannique
- Frank Stillman Barnard, conservateur, Cariboo, Colombie-Britannique
- George Henry Barnard, conservateur, Victoria (Cité de), Colombie-Britannique
- Rex Barnes, progressiste-conservateur, Gander—Grand Falls, Terre-Neuve-et-Labrador
- Sue Barnes, libéral, London-Ouest, Ontario
- Thomas Speakman Barnett, CCF, Comox—Alberni, Colombie-Britannique

## Barr - Baz
- John Barr, conservateur, Dufferin, Ontario
- David Barrett, Nouveau Parti démocratique, Esquimalt—Juan de Fuca, Colombie-Britannique
- H. Gordon Barrett, libéral, Lincoln, Ontario
- Michael Barrett, conservateur, Leeds—Grenville—Thousand Islands et Rideau Lakes, Ontario
- Theobald Butler Barrett, progressiste-conservateur, Norfolk, Ontario
- Gilbert Barrette, libéral, Témiscamingue, Québec
- Joseph-Arthur Barrette, conservateur, Berthier, Québec
- Merrill Edwin Barrington, progressiste-conservateur, Châteauguay—Huntingdon—Laprairie, Québec
- John Augustus Barron, libéral, Victoria-Nord, Ontario
- Lisa Marie Barron, Nouveau Parti démocratique, Nanaimo—Ladysmith, Colombie-Britannique
- John Patrick Barry, libéral, Northumberland, Ontario
- Xavier Barsalou-Duval, Bloc québécois, Pierre-Boucher—Les Patriotes—Verchères, Québec
- Georges-Isidore Barthe, conservateur indépendant, Richelieu, Québec
- Ron Basford, libéral, Vancouver—Burrard, Colombie-Britannique
- James William Baskin, progressiste-conservateur, Renfrew-Sud, Ontario
- Arthur James Bater, libéral, The Battlefords, Saskatchewan
- Herman Maxwell Batten, libéral, Humber—St. George's, Terre-Neuve-et-Labrador
- Dave Batters, conservateur, Palliser, Saskatchewan
- Jaime Battiste, libéral, Sydney—Victoria, Nouvelle-Écosse
- Peter Bawden, progressiste-conservateur, Calgary-Sud,Alberta
- John Babington Macaulay Baxter, conservateur, St. John—Albert, Nouveau-Brunswick
- Charles Bazinet, libéral, Joliette, Québec

## Bea - Bei
- Duncan M. Beattie, progressiste-conservateur, Hamilton Mountain, Ontario
- Robert Ethelbert Beattie, libéral, Kootenay-Est, Colombie-Britannique
- Thomas Beattie, conservateur, London, Ontario
- Perrin Beatty, progressiste-conservateur, Wellington—Grey—Dufferin—Waterloo, Ontario
- James Beaty (père), conservateur, Toronto-Est, Ontario
- James Beaty (fils), conservateur, Toronto-Ouest, Ontario
- Arthur-Lucien Beaubien, libéral, Provencher, Manitoba
- Joseph-Octave Beaubien, conservateur, Montmagny, Québec
- Louis Beaubien, conservateur, Hochelaga, Québec
- David Wilson Beaubier, conservateur, Brandon, Manitoba
- Suzanne Beauchamp-Niquet, libéral, Roberval, Québec
- Pierre-Clovis Beauchesne, conservateur, Bonaventure, Québec
- Josée Beaudin, Bloc québécois, Saint-Lambert
- Léonel Beaudoin, Ralliement créditiste, Richmond, Québec
- Louis-René Beaudoin, libéral, Vaudreuil—Soulanges, Québec
- Roland Beaudry, libéral, Saint-Jacques, Québec
- Jean Robert Beaulé, Crédit social, Québec-Est, Québec
- Jean-Paul Beaulieu, progressiste-conservateur, Saint-Jean—Iberville—Napierville, Québec
- Mario Beaulieu, Bloc québécois, La Pointe-de-l'Île, Québec
- Colleen Beaumier, libéral, Brampton, Ontario
- Aimé Majorique Beauparlant, libéral, Saint-Hyacinthe, Québec
- Cléophas Beausoleil, libéral, Berthier, Québec
- Albert Béchard, libéral, Bonaventure, Québec
- François Béchard, libéral, Iberville, Québec
- Terry Beech, libéral, Burnaby-Nord—Seymour, Colombie-Britannique
- William George Beech, progressiste-conservateur, York-Sud, Ontario
- Bruce Silas Beer, libéral, Peel, Ontario
- Monique Bégin, libéral, Saint-Michel, Québec
- René Bégin, libéral, Québec-Est, Québec
- Robert Beith, libéral, Durham-Ouest, Ontario

## Bel
- Réginald Bélair, libéral, Cochrane—Supérieur, Ontario
- Henri Sévérin Béland, libéral, Beauce, Québec
- Louis-Philippe-Antoine Bélanger, Crédit social, Charlevoix, Québec
- Mauril Bélanger, libéral, Ottawa—Vanier, Ontario
- Napoléon Belcourt, libéral, Ottawa (Cité d'), Ontario
- Charles Bélec, conservateur, Pontiac, Québec
- Richard Bélisle, Bloc québécois, La Prairie, Québec
- Adam Carr Bell, conservateur, Pictou, Nouvelle-Écosse
- Catherine Bell, Nouveau Parti démocratique, Île de Vancouver-Nord, Colombie-Britannique
- Charles William Bell, conservateur, Hamilton-Ouest, Ontario
- Don Bell, libéral, Vancouver-Nord, Colombie-Britannique
- John Howatt Bell, libéral, Prince-Est, Île-du-Prince-Édouard
- John William Bell, conservateur, Addington, Ontario
- Leslie Gordon Bell, conservateur, Saint-Antoine, Québec
- Richard Albert Bell, progressiste-conservateur, Carleton, Ontario
- Thomas Bell, conservateur, St. John—Albert, Nouveau-Brunswick
- Thomas Miller Bell, progressiste-conservateur, St. John—Albert, Nouveau-Brunswick
- André Bellavance, Bloc québécois, Richmond—Arthabaska, Québec
- Isidore-Noël Belleau, conservateur, Lévis, Québec
- Michel Bellehumeur, Bloc québécois, Berthier—Montcalm, Québec
- Adélard Bellemare, conservateur indépendant, Maskinongé, Québec
- Eugène Bellemare, libéral, Carleton—Gloucester, Nouveau-Brunswick
- Joseph-Hyacinthe Bellerose, conservateur, Laval, Québec
- Louis-de-Gonzague Belley, conservateur, Chicoutimi—Saguenay, Québec
- Ross Belsher, progressiste-conservateur, Fraser Valley East, Colombie-Britannique
- Alfred Belzile, progressiste-conservateur, Matapédia—Matane, Québec
- Gleason Belzile, libéral, Rimouski, Québec

## Ben
- Alfred Henry Bence, progressiste-conservateur, Saskatoon City, Saskatchewan
- Rachel Bendayan, libéral, Outremont, Québec
- William Moore Benidickson, libéral, Kenora—Rainy River, Ontario
- Leslie Gordon Benjamin, Nouveau Parti démocratique, Regina—Lake Centre, Saskatchewan
- Carolyn Bennett, libéral, St. Paul's, Ontario
- Colin Emerson Bennett, libéral, Grey-Nord, Ontario
- Richard Bedford Bennett, conservateur, Calgary, Alberta
- Sybil Bennett, progressiste-conservateur, Halton, Ontario
- William Humphrey Bennett, conservateur, Simcoe-Est, Ontario
- Aldéric-Joseph Benoit, libéral, Saint-Jean—Iberville, Québec
- Leon Benoit, réformiste, Vegreville, Alberta
- Pierre Basile Benoit, conservateur, Chambly, Québec
- Edgar Benson, libéral, Kingston, Ontario
- James Rea Benson, libéral-conservateur, Lincoln, Ontario
- William Thomas Benson, conservateur, Grenville-Sud, Ontario
- Thomas John Bentley, CCF, Swift Current, Saskatchewan

## Ber
- Peter Bercovitch, libéral, Cartier, Québec
- David Berger, libéral, Laurier, Québec
- Jean-Charles Richard Berger, libéral, Montmagny—L'Islet, Québec
- Thomas Rodney Berger, Nouveau Parti démocratique, Vancouver—Burrard, Colombie-Britannique
- Joseph-Gédéon-Horace Bergeron, conservateur, Beauharnois, Québec
- Stéphane Bergeron, Bloc québécois, Verchères, Québec
- Darby Bergin, libéral-conservateur, Cornwall, Ontario
- André Bernier, Crédit social, Richmond—Wolfe, Québec
- Gilles Bernier, progressiste-conservateur, Beauce, Québec
- Gilles Bernier, progressiste-conservateur, Tobique—Mactaquac, Nouveau-Brunswick
- Henri Bernier, libéral, Lotbinière, Québec
- Maurice Bernier, Bloc québécois, Mégantic—Compton—Stanstead, Québec
- Maxime Bernier, conservateur, Beauce, Québec
- Michel Esdras Bernier, libéral, Saint-Hyacinthe, Québec
- Yvan Bernier, Bloc québécois, Gaspé, Québec
- Luc Berthold, conservateur, Mégantic—L'Érable, Québec
- George Hope Bertram, libéral, Toronto-Centre, Ontario
- John Bertram, libéral, Peterborough-Ouest, Ontario
- Charles-Frédéric-Adolphe Bertrand, conservateur, Témiscouata, Québec
- Elie-Oscar Bertrand, libéral, Prescott, Ontario
- Ernest Bertrand, libéral, Laurier, Québec
- Gabrielle Bertrand, progressiste-conservateur, Brome—Missisquoi, Québec
- Lionel Bertrand, libéral indépendant, Terrebonne, Québec
- Robert Bertrand, libéral, Pontiac—Gatineau—Labelle, Québec
- Sylvie Bérubé, Bloc québécois, Abitibi—Baie-James—Nunavik—Eeyou, Québec

## Bes - Bin
- Charles Alexander Best, progressiste-conservateur, Halton, Ontario
- John Best, conservateur, Dufferin, Ontario
- Judith Claire Bethel, libéral, Edmonton-Est, Alberta
- John Lemuel Bethune, conservateur, Victoria, Nouvelle-Écosse
- Arthur Bettez, libéral, Trois-Rivières—Saint-Maurice, Québec
- Frederick Cronyn Betts, conservateur, London, Ontario
- Maurizio Bevilacqua, libéral, York-Nord, Ontario
- Dennis Bevington, Nouveau Parti démocratique, Western Arctic, Territoires du Nord-Ouest
- Hilliard Harris William Beyerstein, Crédit social, Camrose, Alberta
- William Addison Beynon, conservateur, Moose Jaw, Saskatchewan
- James Bezan, conservateur, Selkirk—Interlake, Manitoba
- Jag Bhaduria, libéral, Markham—Whitchurch—Stouffville, Ontario
- Marie-Claude Bibeau, libéral, Compton—Stanstead, Québec
- Robert Bickerdike, libéral, Saint-Laurent, Québec
- Frederick Johnstone Bigg, progressiste-conservateur, Athabaska, Alberta
- James Lyons Biggar, libéral indépendant, Northumberland-Est, Ontario
- Bernard Bigras, Bloc québécois, Rosemont, Québec
- Silas Tertius Rand Bill, libéral-conservateur, Queens, Nouvelle-Écosse
- Louis Adolphe Billy, conservateur, Rimouski, Québec
- Gérard Binet, libéral, Frontenac—Mégantic, Québec
- Joseph Binette, progressiste, Prescott, Ontario
- Kenneth C. Binks, progressiste-conservateur, Ottawa-Ouest, Ontario
- Pat Binns, progressiste-conservateur, Cardigan, Île-du-Prince-Édouard

## Bir - Bj
- John Williston Bird, progressiste-conservateur, Fredericton, Nouveau-Brunswick
- Thomas William Bird, progressiste, Nelson, Manitoba
- Thomas Birkett, conservateur, Ottawa (Cité d'), Ontario
- Edgar Douglas Richmond Bissett, libéral-progressiste, Springfield, Manitoba
- André Bissonnette, progressiste-conservateur, Saint-Jean, Québec
- J.-Eugène Bissonnette, progressiste-conservateur, Québec-Ouest, Québec
- Chris Bittle, libéral, St. Catharines, Ontario
- David Bjornson, progressiste-conservateur, Selkirk—Red River, Manitoba

## Blac - Blai
- Dawn Black, Nouveau Parti démocratique, New Westminster—Burnaby, Colombie-Britannique
- Donald Elmer Black, libéral, Châteauguay—Huntingdon, Québec
- George Black, conservateur, Yukon, Yukon
- Judson Burpee Black, libéral, Hants, Nouvelle-Écosse
- Martha Louise Black, conservateur indépendant, Yukon, Yukon
- Percy Chapman Black, Gouvernement national, Cumberland, Nouvelle-Écosse
- William Black (en) , progressiste, Huron-Sud, Ontario
- William Anderson Black, conservateur, Halifax, Nouvelle-Écosse
- Edward Blackadder, libéral, Halifax, Nouvelle-Écosse
- Derek Nigel Ernest Blackburn, Nouveau Parti démocratique, Brant, Ontario
- Jean-Pierre Blackburn, progressiste-conservateur, Jonquière, Québec
- Robert Blackburn, libéral, Russell, Ontario
- John Horne Blackmore, Crédit social, Lethbridge, Alberta
- Bill Blaikie, Nouveau Parti démocratique, Winnipeg—Birds Hill, Manitoba
- Daniel Blaikie, Nouveau Parti démocratique, Elmwood—Transcona, Manitoba
- David Blain, libéral, York-Ouest, Ontario
- Richard Blain, conservateur, Peel, Ontario
- Andrew George Blair, libéral, Sunbury—Queen's, Nouveau-Brunswick
- Bill Blair, libéral, Scarborough-Sud-Ouest, Ontario
- Duncan Gordon Blair, libéral, Grenville—Carleton, Ontario
- John Knox Blair, libéral, Wellington-Nord, Ontario
- William Gourlay Blair, progressiste-conservateur, Lanark, Ontario
- William John Blair, unioniste, Battle River, Alberta
- Frank Blais, libéral indépendant, Chapleau, Québec
- Jean-Jacques Blais, libéral, Nipissing, Ontario
- Pierre Blais, progressiste-conservateur, Bellechasse, Québec
- Raynald Blais, Bloc québécois, Gaspésie—Îles-de-la-Madeleine, Québec
- Suzanne Blais-Grenier, progressiste-conservateur, Rosemont, Québec

## Blak - Blu
- Edward Blake, libéral, Durham-Ouest, Ontario
- Matthew Robert Blake, unioniste, Winnipeg-Nord, Manitoba
- Roderick Blaker, libéral, Lachine, Québec
- Stanislas Blanchard, libéral, Restigouche—Madawaska, Nouveau-Brunswick
- Théotime Blanchard, conservateur, Gloucester, Nouveau-Brunswick
- Jean-Baptiste Blanchet, libéral, Saint-Hyacinthe, Québec
- Joseph-Godéric Blanchet, libéral-conservateur, Lévis, Québec
- Joseph-Adéodat Blanchette, libéral, Compton, Québec
- Maxime Blanchette-Joncas, Bloc québécois, Rimouski-Neigette—Témiscouata—Les Basques, Québec
- Leonard Thomas Bland, libéral-conservateur, Bruce-Nord, Ontario
- Rachel Blaney, Nouveau Parti démocratique, North Island—Powell River, Colombie-Britannique
- Steven Blaney, conservateur, Lévis—Bellechasse, Québec
- Kenneth Alexander Blatchford, libéral, Edmonton-Est, Alberta
- Donald Alex Blenakarn, progressiste-conservateur, Peel-Sud, Ontario
- Kelly Block, conservateur, Sentier Carlton—Eagle Creek, Saskatchewan
- Charles Bruno Blondeau, conservateur, Kamouraska, Québec
- Kody Blois, libéral, Kings—Hants, Nouvelle-Écosse
- Pierre Édouard Blondin, conservateur, Champlain, Québec
- Ethel Blondin-Andrew, libéral, Western Arctic, Territoires du Nord-Ouest
- Garnet McCallum Bloomfield, libéral, London—Middlesex, Ontario
- Anne Blouin, progressiste-conservateur, Montmorency—Orléans, Québec
- Gustave Blouin, libéral, Saguenay, Québec
- Donald Buchanan Blue, libéral, Bruce, Ontario

## Boc - Bot
- William George Bock, libéral, Maple Creek, Saskatchewan
- Robert Theodore Bockstael, libéral, Saint-Boniface, Manitoba
- Morris P. Bodnar, libéral, Saskatoon—Dundurn, Saskatchewan
- Ebenezer Vining Bodwell, libéral, Oxford-Sud, Ontario
- Alain Boire, Bloc québécois, Beauharnois—Salaberry, Québec
- Randy Boissonnault, libéral, Edmonton-Centre, Alberta
- Fabien Boisvert, conservateur indépendant, Nicolet, Québec
- Jean-Marie Boisvert, Crédit social, Drummond, Québec
- Maurice Boisvert, libéral, Nicolet—Yamaska, Québec
- Françoise Boivin, libéral, Gatineau, Québec
- Georges Henri Boivin, libéral, Shefford, Québec
- Marcel Boivin, libéral, Shefford, Québec
- Pierre-Ernest Boivin, libéral, Shefford, Québec
- Joseph Bolduc, conservateur, Beauce, Québec
- David Wesley Bole, libéral, Winnipeg, Manitoba
- Ferris Bolton, unioniste, Lisgar, Manitoba
- John Bolton, libéral, Charlotte, Nouveau-Brunswick
- Raymond Bonin, libéral, Nickel Belt, Ontario
- Saul Bonnell, unioniste, Kootenay-Est, Colombie-Britannique
- Joseph-Arsène Bonnier, libéral, Saint-Henri, Québec
- France Bonsant, Bloc québécois, Compton—Stanstead, Québec
- Paul Bonwick, libéral, Simcoe—Grey, Ontario
- Charles Stephen Booth, libéral, Winnipeg-Nord, Manitoba
- Frederick William Borden, libéral, Kings, Nouvelle-Écosse
- Robert Laird Borden, conservateur, Halifax, Nouvelle-Écosse
- Rick Borotsik, progressiste-conservateur, Brandon—Souris, Manitoba
- Robert James Borrie, libéral, Prince George—Peace River, Colombie-Britannique
- Edward Barnes Borron, libéral, Algoma, Ontario
- Ken Boshcoff, libéral, Thunder Bay—Rainy River, Ontario
- John William Bosley, progressiste-conservateur, Don Valley-Ouest, Ontario
- Joseph-Guillaume Bossé, conservateur, Québec-Centre, Québec
- Maurice Louis Bossy, libéral, Kent, Ontario
- Hewitt Bostock, libéral, Yale—Cariboo, Colombie-Britannique
- Robert Boston, libéral, Middlesex-Sud, Ontario
- Charles Edward Bothwell, libéral, Swift Current, Saskatchewan

## Bou
- Benoît Bouchard, progressiste-conservateur, Roberval, Québec
- Joseph Georges Bouchard, libéral, Kamouraska, Québec
- Lucien Bouchard, progressiste-conservateur, Lac-Saint-Jean, Québec
- Robert Bouchard, Bloc québécois, Chicoutimi—Le Fjord, Québec
- Aimé Boucher, libéral, Yamaska, Québec
- George Russell Boucher, progressiste-conservateur, Carleton, Ontario
- Jean Boucher, libéral, Châteauguay—Huntingdon—Laprairie, Québec
- Joseph-Gaspard Boucher, libéral, Restigouche—Madawaska, Nouveau-Brunswick
- Sylvie Boucher, conservateur, Beauport—Limoilou, Québec
- William Albert Boucher, libéral, Rosthern, Saskatchewan
- Louis-Charles Boucher de Niverville, conservateur, Trois-Rivières, Québec
- Don Boudria, libéral, Glengarry—Prescott—Russell, Ontario
- Oscar L. Boulanger, libéral, Bellechasse, Québec
- Prosper Boulanger, libéral, Mercier, Québec
- Samuel Boulanger, libéral indépendant, Drummond—Arthabaska, Québec
- Herménégilde Boulay, conservateur, Rimouski, Québec
- Alexandre Boulerice, Nouveau Parti démocratique, Rosemont—La Petite-Patrie, Québec
- Marc Boulianne, Bloc québécois, Mégantic—L'Érable, Québec
- Alfred Boultbee, conservateur, York-Est, Ontario
- François Bourassa, libéral, Saint-Jean, Québec
- Joseph Boutin Bourassa, libéral, Lévis,Québec
- Henri Bourassa, libéral, Labelle, Québec
- Désiré Olivier Bourbeau, conservateur, Drummond—Arthabaska, Québec
- Augustin Bourbonnais, libéral, Soulanges, Québec
- Marcel Bourbonnais, progressiste-conservateur, Vaudreuil—Soulanges, Québec
- Rodrigue Bourdages, progressiste-conservateur, Laval, Québec
- Lise Bourgault, progressiste-conservateur, Argenteuil—Papineau, Québec
- Alfred Edmond Bourgeois, libéral, Kent, Nouveau-Brunswick
- Charles Bourgeois, conservateur, Trois-Rivières—Saint-Maurice, Québec
- Diane Bourgeois, Bloc québécois, Terrebonne—Blainville, Québec
- Maurice Bourget, libéral, Lévis, Québec
- Romuald Bourque, libéral, Outremont—Saint-Jean, Québec
- Arthur Moren Boutillier, progressiste, Vegreville, Alberta
- Pierre-André Boutin, Crédit social, Dorchester, Québec

## Bow - Boy
- Mackenzie Bowell, conservateur, Hastings-Nord, Ontario
- Fred Wellington Bowen, conservateur, Durham, Ontario
- John Oates Bower, progressiste-conservateur, Shelburne—Yarmouth—Clare, Nouvelle-Écosse
- Edward LeRoy Bowerman, CCF, Prince Albert, Saskatchewan
- Edward Charles Bowers, libéral, Digby, Nouvelle-Écosse
- Beniah Bowman, United Farmers of Ontario, Algoma-Est, Ontario
- Isaac Erb Bowman, libéral, Waterloo-Nord, Ontario
- James Bowman, conservateur, Huron-Est, Ontario
- James Langstaff Bowman, conservateur, Dauphin, Manitoba
- John Young Bown, libéral-conservateur, Brant-Nord, Ontario
- Arthur Cyril Boyce, conservateur, Algoma-Ouest, Ontario
- George Boyce, unioniste, Carleton, Ontario
- Nathaniel Boyd, conservateur, Marquette, Manitoba
- Gustave Benjamin Boyer, libéral, Vaudreuil, Québec
- Louis Alphonse Boyer, libéral, Maskinongé, Québec
- Patrick Boyer, progressiste-conservateur, Etobicoke—Lakeshore, Ontario
- Frank Boyes, conservateur, Middlesex-Est, Ontario
- Arthur Boyle, conservateur, Monck, Ontario
- William Alves Boys, conservateur, Simcoe-Sud, Ontario

## Bra - Bre
- Gerald Hugh Brabazon, conservateur, Pontiac, Québec
- John Bracken, progressiste-conservateur, Neepawa, Manitoba
- George Henry Bradbury, conservateur, Selkirk, Manitoba
- Joseph-Arthur Bradette, libéral, Timiskaming-Nord, Ontario
- Valerie Bradford, libéral, Kitchener-Sud—Hespeler, Ontario
- Frederick Gordon Bradley, libéral, Bonavista—Twillingate, Terre-Neuve-et-Labrador
- Harry Oliver Bradley, progressiste-conservateur, Northumberland, Ontario
- T.A. Bud Bradley, progressiste-conservateur, Haldimand—Norfolk, Ontario
- Albert James Bradshaw, progressiste-conservateur, Perth, Ontario
- Claudette Bradshaw, libéral, Moncton, Nouveau-Brunswick
- James Charles Brady, conservateur, Skeena, Colombie-Britannique
- Richard Bragdon, conservateur, Tobique—Mactaquac, Nouveau-Brunswick
- Lewis Mackenzie Brand, progressiste-conservateur, Saskatoon, Saskatchewan
- Augustin Brassard, libéral, Lapointe, Québec
- John Brassard, conservateur, Barrie—Innisfil, Ontario
- Vincent Brassard, progressiste-conservateur, Chicoutimi, Québec
- Maurice Brasset, libéral, Gaspé, Québec
- Herb Breau, libéral, Gloucester, Nouveau-Brunswick
- Michael James Breaugh, Nouveau Parti démocratique, Oshawa, Ontario
- Frederick de Sainte-Croix Brecken, conservateur, Queen (Comté de), Île-du-Prince-Édouard
- Louis Orville Breithaupt, libéral, Waterloo-Nord, Ontario
- Cliff N. Breitkreuz, réformiste, Yellowhead, Alberta
- Garry W. Breitkreuz, réformiste, Yorkton—Melville, Saskatchewan
- George Arthur Brethen, progressiste, Peterborough-Est, Ontario
- Maurice Breton, libéral, Joliette—L'Assomption—Montcalm, Québec
- Andrew Brewin, Nouveau Parti démocratique, Greenwood, Ontario
- John F. Brewin, Nouveau Parti démocratique, Victoria, Colombie-Britannique

## Bri - Brow
- Hedley Francis Gregory Bridges, libéral, York—Sunbury, Nouveau-Brunswick
- Margaret Bridgman, réformiste, Surrey-Nord, Colombie-Britannique
- James Brien, libéral, Essex-Sud, Ontario
- John Wesley Brien, unioniste, Essex-Sud, Ontario
- Pierre Brien, Bloc québécois, Témiscamingue, Québec
- Élisabeth Brière, libéral, Sherbrooke, Québec
- A.H. Harry Brightwell, progressiste-conservateur, Perth, Ontario
- Robert Hylton Brisco, progressiste-conservateur, Kootenay-Ouest, Colombie-Britannique
- Scott Brison, progressiste-conservateur, Kings—Hants, Nouvelle-Écosse
- Lomer Brisson, libéral, Saguenay, Québec
- Edmund James Bristol, conservateur, Toronto-Centre, Ontario
- Byron Moffatt Britton, libéral, Kingston, Ontario
- Ed Broadbent, Nouveau Parti démocratique, Oshawa—Whitby, Ontario
- Larry Brock, conservateur, Brantford—Brant, Ontario
- William Rees Brock, conservateur, Toronto-Centre, Ontario
- Andrew Broder, conservateur, Dundas, Ontario
- Louis Philippe Brodeur, libéral, Rouville, Québec
- Alfred Johnson Brooks, conservateur, Royal, Nouveau-Brunswick
- Edward Towle Brooks, conservateur, Sherbrooke (ville de), Québec
- Ernest James Broome, progressiste-conservateur, Vancouver-Sud, Colombie-Britannique
- Joseph Ovide Brouillard, libéral, Drummond—Arthabaska, Québec
- William Henry Brouse, libéral, Grenville-Sud, Ontario
- Jean-Docile Brousseau, conservateur, Portneuf, Québec
- Pauline Browes, progressiste-conservateur, Scarborough-Centre, Ontario
- Adam Brown, conservateur, Hamilton, Ontario
- Albert A. Brown, conservateur, Hamilton-Est, Ontario
- Bonnie Brown, libéral, Oakville—Milton, Ontario
- Donald Ferguson Brown, libéral, Essex-Ouest, Ontario
- Gord Brown, conservateur, Leeds—Grenville, Ontario
- James Brown, conservateur, Hastings-Ouest, Ontario
- James Elisha Brown, libéral, Brantford, Ontario
- James Pollock Brown, libéral, Châteauguay, Québec
- Janet (Jan) Corinne Brown, réformiste, Calgary-Sud-Est, Alberta
- John Brown, libéral, Monck, Ontario
- John Livingstone Brown, progressiste, Lisgar, Manitoba
- Patrick W. Brown, conservateur, Barrie, Ontario
- Walter George Brown, United Reform, Saskatoon City, Saskatchewan
- John Ferguson Browne, progressiste-conservateur, Vancouver Kingsway, Colombie-Britannique
- William Joseph Browne, progressiste-conservateur, St. John's-Ouest, Terre-Neuve-et-Labrador

## Bru - Bun
- Francis Carmichael Bruce, conservateur, Halton, Ontario
- Herbert Alexander Bruce, Gouvernement national, Parkdale, Ontario
- Gérard Bruchési, progressiste-conservateur, Beauharnois—Salaberry, Québec
- Rod Bruinooge, conservateur, Winnipeg-Sud, Manitoba
- Arthur Aimé Bruneau, libéral, Richelieu, Québec
- Raymond Bruneau, libéral indépendant, Prescott, Ontario
- Hervé-Edgar Brunelle, libéral, Champlain, Québec
- Paule Brunelle, Bloc québécois, Trois-Rivières, Québec
- Alexis Brunelle-Duceppe, Bloc québécois, Lac-Saint-Jean, Québec
- Joseph Brunet, libéral, Saint-Jacques, Québec
- Edwin William Brunsden, progressiste-conservateur, Medicine Hat, Alberta
- Dianne Brushett, libéral, Cumberland—Colchester, Nouvelle-Écosse
- William Scottie Bryce, CCF, Selkirk, Manitoba
- John H. Bryden, libéral, Hamilton—Wentworth, Ontario
- Hugh Alexander Bryson, CCF, Humboldt—Melfort, Saskatchewan
- John Bryson, conservateur, Pontiac, Québec
- J. Judd Buchanan, libéral, London-Ouest, Ontario
- William Ashbury Buchanan, libéral, Medicine Hat, Saskatchewan
- William Murdoch Buchanan, libéral, Cap-Breton-Victoria-Nord, Nouvelle-Écosse
- John Francis Buckley, libéral, Athabaska, Alberta
- Jacob Dockstader Buell, libéral, Brockville, Ontario
- Joseph Roger Rémi Bujold, libéral, Bonaventure—Îles-de-la-Madeleine, Québec
- Sarmite D. Bulte, libéral, Parkdale—High Park, Ontario
- Arthur Bunster, libéral, Vancouver, Colombie-Britannique
- Christopher William Bunting, libéral-conservateur, Welland, Ontario

## Bur - By
- Samuel Barton Burdett, libéral, Hastings-Est, Ontario
- Jacques Bureau, libéral, Trois-Rivières-et-Saint-Maurice, Québec
- John Wesley Burgess, libéral, Lambton—Kent, Ontario
- John O. (Jack) Burghardt, libéral, London-Ouest, Ontario
- Harvey William Burk, libéral, Durham-Ouest, Ontario
- Leonard Burnett, libéral, Ontario-Sud, Ontario
- John Burnham, conservateur, Peterborough-Est, Ontario
- John Hampden Burnham, conservateur, Peterborough-Ouest, Ontario
- Kennedy Francis Burns, conservateur, Gloucester, Nouveau-Brunswick
- William Herbert Burns, conservateur, Portage la Prairie, Manitoba
- Charles Burpee, libéral, Sunbury, Nouveau-Brunswick
- Isaac Burpee, libéral, Cité et Comté de Saint-Jean, Nouveau-Brunswick
- Martin Burrell, conservateur, Yale—Cariboo, Colombie-Britannique
- Theodore Arthur Burrows, libéral, Dauphin, Manitoba
- Andy Burton, Alliance canadienne, Skeena, Colombie-Britannique
- Francis Henry Burton, conservateur, Durham-Est, Ontario
- John Stratford Burton, Nouveau Parti démocratique, Regina-Est, Saskatchewan
- Joseph William Burton, CCF, Humboldt, Saskatchewan
- Ambrose Upton Gledstanes Bury, conservateur, Edmonton-Est, Alberta
- Pierre Bussières, libéral, Portneuf, Québec
- Harry Butcher, libéral, Last Mountain, Saskatchewan
- Steve Butland, Nouveau Parti démocratique, Sault Ste. Marie, Ontario
- Robert Hamilton Butts, unioniste, Cap-Breton-Sud et Richmond, Nouvelle-Écosse
- Gerry Byrne, libéral, Humber—St. Barbe—Baie Verte, Terre-Neuve-et-Labrador
- James Allen (Jim) Byrne, libéral, Kootenay-Est, Colombie-Britannique